# Vägsjöfors
Vägsjöfors är en ort i Vitsands socken i Torsby kommun i norra Värmland. Fram till och med år 2005 klassade SCB Vägsjöfors som en småort.